# Diamante de cinzas
Diamante de cinzas (em inglês:  memorial diamond), também conhecido como diamante humano, é um diamante de laboratório, feito sob encomenda tendo por matéria prima as cinzas fúnebres de um corpo humano ou de um animal de estimação como um gato ou um cão para ter como recordação.
Os diamantes de cinzas são produzidos através da tecnologia HPHT (high-pressure, high-temperature), que se vale de um processo é semelhante ao processo que criou as gemas naturais, porém de modo acelerado (alguns meses).
As empresas que produzem os diamantes de cinzas usam tecnologias semelhantes, com diferenças sutis. A empresa Algordanza preserva a coloração própria que cada diamante adquire durante o processo. Já a empresa LifeGem atende aos pedidos dos clientes e produz diamantes com coloração de acordo com suas preferências. Em ambos os casos, o diamante obtido de cinzas exibe um brilho faiscante, próprio dos diamantes.

## Das cinzas diamantes
"Cinzas" são um eufemismo para restos cremados que são deixados após a cremação que são carbonos de corpos humanos ou animais de estimação calcinados. Algumas pessoas conservam as cinzas para manter a pessoa amada ou um animal de estimação em sua memória o mais tempo possível. Uma outra maneira de fazer isso é transformando as cinzas fúnebres em diamantes, assim mantém-se o finado vivo em lembrança.
Carbono é precisamente o que diamantes são — carbono comprimido pela enorme pressão da terra.
O carbono resultante do processo de cremação é tratado quimicamente para fornecer o material com que o laboratório irá fabricar o diamante. Descoberto alguns anos atrás, o processo usa altas temperaturas e pressões durante aproximadamente dez semanas.
Disso resulta um cristal de diamante de alta qualidade que é cortado e polido exatamente do mesmo modo que o diamante natural.
Apenas 30 a 40 gramas de cinzas são necessários para produzir um diamante de alta qualidade de aproximadamente um quilate. Diamantes azuis são mais difíceis de obter e são necessários aproximadamente 500 gramas de cinzas.
Eles são oferecidos montados em anéis, broches ou pingentes. Isto é popular nos EUA e está se tornando ainda mais popular na Europa.
Em 2008 há cerca de cinco ou seis laboratórios de diamantes de cinzas no mundo, ainda que haja muito mais laboratórios de diamantes sintéticos.